# 日之影溫泉站
日之影溫泉站（日语：／ Hinokage-Onsen eki */?）是位於宮崎縣西臼杵郡日之影町大字七折，高千穗鐵道的高千穗線車站（廢站）。車站已經停用，但是前車站大樓現時由第三部門營運溫泉設施。
前月台現時擺放了由高千穗鐵道轉讓的車輛（TR-100形104, 105），在經過改裝後於2010年開設住宿設施「TR列車之宿」。房間名稱採用町內存在的車站名稱。

## 歷史
溫泉設施「日之影溫泉站」於1994年5月開始動工，於1995年1月12日開幕。設施面積1,027平方米，總工程費用3億9,400萬日圓。
- 1939年（昭和14年）10月11日 - 國鐵日之影線日之影站啟用[2]。
- 1972年（昭和47年）7月22日  - 此站至高千穗之間開通，日之影線改名為高千穗線[2]。
- 1987年（昭和62年）4月1日 - 伴隨國鐵分割民營化，車站由九州旅客鐵道（JR九州）營運[5][6][7][2]。
- 1989年（平成元年）4月28日 - 高千穗線由高千穗鐵道接管，成為高千穗鐵道高千穗線車站[1][2]。
- 1995年（平成7年）
  - 1月1日 - 車站改名為日之影溫泉站[2]。
  - 1月12日 - 温泉設施「日之影溫泉站」開業[1]。
- 2005年（平成17年）9月6日 - 受到颱風彩蝶吹襲九州，使高千穗鐵道全線暫停服務。此站的設施也受到破壞。
- 2008年（平成20年）12月28日 - 槇峰站至高千穗站之間（全線）廢止，此站廢站[2]。溫泉設施繼續營業。
- 2010年（平成22年）4月22日 - 由高千穗鐵道轉讓2架車輛，加以改裝後成為住宿設施「TR列車之宿」，並於同日開幕[3]。

## 車站構造
車站是一座地面車站，設有1面2線的島式月台。

## 使用狀況
在2003年度，1日平均乘車人次為183人。

## 「日之影溫泉站」概要

### 溫泉資料
- 泉質：鹼性單純泉
- 泉溫：38℃
- 液體分類：鹼性
- 功效：神經痛、肌肉疼痛、關節痛、五十肩、運動麻痺、關節僵硬、瘀傷、扭傷、慢性胃腸道疾病、感冒敏感性、病後恢復、恢復疲勞、促進健康
- 溫泉設施：露天風呂（日语：露天風呂）、桑拿、足湯

### 設施
- 休息日：星期一（但是，當日為假日或８月中時營業）
- 館內設施：休息室、餐廳、TR鐵道資料室、物產販賣處等
- 住宿設施：有（TR列車之宿）[3]
- 停車場：50架

### 前往交通
- 宮交巴士（日语：宮崎交通）：延岡巴士中心乘巴士前往高千穗巴士中心，車程約55分鐘
- 私家車：從延岡市經國道218號（日语：国道218号）駕駛約50分鐘

## 車站周邊
車站附近設有五瀨川和日之影町公所。車站位於日之影町中心。在高地處設有國道218號（青雲橋）。站前的道路（縣道北方高千穗線）為舊國道218號，該處設有宮崎交通的巴士站。

## 相鄰車站
高千穗鐵道
高千穗線
吾味－日之影温泉－影待

## 注腳
1. 1 2 3 4 5  鈴木文彥. . 鐵道雜誌 (鐵道雜誌社). 1997-03, 31 (3): 76–83.
2. 1 2 3 4 5 6 7 8 9  《日本鐵道旅行地圖帳（日语：日本鉄道旅行地図帳）》 12號 九州沖繩 p.61
3. 1 2 3  . 宮崎日日新聞（朝刊） (宮崎日日新聞社). 2010-04-23: 26 （日语）.
4. ↑  《宮崎日日新聞》1995年1月13日。
5. ↑  九州鉄道百年祭実行委員会・百年史編纂部会 (编).  初版. 九州旅客鉄道. 1988: 181 （日语）.
6. ↑  『交通年鑑 昭和63年版』 交通協力會，1988年3月。
7. ↑  今村都南雄 『民営化の效果と現実NTTとJR』 中央法規出版，1997年8月。ISBN 978-4805840863
8. ↑  宮崎縣統計年鑑

## 外部連結
- 日之影溫泉站（日之影町官方網站） （页面存档备份，存于）（日語）
- TR列車之宿（日之影町官方網站） （页面存档备份，存于）（日語）
- 高千穗溫泉、日之影溫泉、湯之谷溫泉　鹿兒島和宮崎之湯5 （页面存档备份，存于）（日語）